# Stadion Lachen
Het Stadion Lachen is een voetbalstadion in het Zwitserse Thun. Het stadion biedt plaats aan 9.375 toeschouwers, waarvan er ongeveer 7.681 staanplaatsen van zijn. Vaste bespeler van het stadion is FC Thun.

## Toekomst
Het is de bedoeling dat er aan het begin van het seizoen 2011/2012 een nieuw voetbalstadion zal staan in de stad Thun. De plannen hiervoor waren in 2005 al rond. Dit 170 miljoen Zwitserse frank kostende stadion zal de nieuwe thuishaven worden van FC Thun.